# Osvaldo Panzutto
Osvaldo Panzutto (Argentina, 25 de mayo de 1929- Buenos Aires, Argentina, 8 de febrero de 1995) fue un futbolista argentino que se desempeñó como delantero en varios equipos de su país, y en Independiente Santa Fe de Colombia, donde fue campeón, goleador e ídolo de la hinchada. Panzutto es considerado uno de los mejores delanteros de la historia de Independiente Santa Fe.

## Trayectoria

### Inicios
Osvaldo "Viejo" Panzutto nació en Argentina el 25 de mayo de 1929. Allí, empezó a jugar a fútbol, y siendo un adolescente entró a las divisiones inferiores del club San Lorenzo de Almagro. 

### San Lorenzo
Tras jugar en las divisiones inferiores, Panzutto subió a la nómina profesional y debutó en el año 1948 con la camiserta del San Lorenzo de Almagro cuando tenía 20 años. Ese año, no tendría muchas oportunidades con el equipo, por lo que el delantero dejó el fútbol por un tiempo.

### Los Andes
Luego de un año sin jugar a fútbol a nivel profesional, Panzutto volvió al balompié con el Club Atlético Los Andes. Allí, volvió a coger ritmo, llegando a ser uno de los titulares del equipo, y un jugador destacado por lo goles que marcó. Gracias a sus buenas actuaciones con
Los Andes hicieron que se fuera a jugar a Atlanta. 

### Atlanta
Después de jugar por 3 años en Los Andes, donde fue un jugador destacado; Osvaldo se fue a jugar al Club Atlético Atlanta. En el equipo "Bohemio", no demora mucho en ser titular y en hacer goles. Con el equipo de la ciudad de Buenos Aires, destacó entre la nómina del club entre los años 1953 y 1954. Debido a los buenos partidos que jugó allí, fue comprado por Argentinos Juniors. 

### Argentinos Juniors
Gracias a su buena etapa jugando con la camiseta del Atlanta, Osvaldo se fue a jugar al Argentinos Juniors en el año 1955. En su primer año en el equipo, jugó varios partidos e hizo parte de la nómina que le dio el título de la Segunda División. Así, Panzutto ganó su primer título en su carrera de futbolista profesional. A medida que pasaba el tiempo, el delantero fue perdiendo peso dentro del onceno titular del equipo, alternando así la titularidad y la suplencia. En el año 1957, después de tener buenos partidos, y coronarse campeón por primera vez en su carrera, deja de jugar para Argentinos, y se va a Sarmiento de Junín.

### Sarmiento de Junín
A principios del año 1958 luego de tener una buena y exitosa etapa en Argentinos Juniors, Panzutto se convirtió en nuevo jugador de Sarmiento de Junín. En el equipo de la ciudad de Junín, no tuvo muchas oportunidades de mostrar sus capacidades; pero ello no fue un impedimento para jugar bien y mostrar sus dotes de goleador. Su etapa en Sarmiento, fue por un año. 

### Independiente Santa Fe
En 1959, el señor Jorge Ferro presidente de Independiente Santa Fe; fue a Argentina a buscar jugadores para el equipo cardenal. Allí, se encontró con Panzutto que había acabado su contrato con Sarmiento de Junín, y al ver que estaba sin equipo, lo contrató y se lo trajo a Colombia junto al también argentino Alberto Perazzo. Cuando llegó al territorio colombiano, algunos hinchas del equipo de la ciudad de Bogotá pensaron que Osvaldo era un jugador en el final de su carrera; ya que tenía 30 años de edad, y gracias a ello se le puso el apodo del "El Viejo". Sin embargo, en el Fútbol Profesional Colombiano Panzutto tuvo la mejor etapa de su carrera. Desde su debut con Santa Fe en el Estadio Nemesio Camacho El Campín, el argentino se hizo un lugar dentro de la titular, y tuvo un muy buen año en Colombia marcando 30 goles en 38 partidos jugados. Un año después, en 1960; el entrenador argentino Julio Tócker vuelve a dirigir al cuadro cardenal, y pide varios jugadores de gran nivel. Así, la delantera de Santa Fe es una de las mejores del torneo con los argentinos Panzutto, Alberto "Totogol" Perazzo, Ricardo Campana, Miguel Resnik y el colombiano Héctor "Zipa" González. A final del año, el conjunto albirrojo ganó su tercer título en la historia del Fútbol Profesional Colombiano, teniendo a Panzutto entre sus máximas figuras. Así, el argentino y sus compañeros entraron en la historia del equipo bogotano, y en el corazón de la hinchada santafereña. Al año siguiente (1961), Santa Fe disputó por primera vez en su historia la 
Copa Libertadores de América e hizo una gran participación llegando hasta las semifinales. Además, el cuadro cardenal tuvo al goleador del torneo, que fue Panzutto tras anotar 4 goles. Luego de una gran experiencia internacional, Panzutto siguió jugando para el equipo albirrojo hasta 1963; cuando después de haber sido campeón, figura, goleador e ídolo de la hinchada santafereña; se retiró del fútbol profesional.

### Carrera como director técnico
Después de tener una gran carrera con Independiente Santa Fe, donde fue goleador e ídolo; Osvaldo regresó a Argentina, donde dirigió a varios equipos. Sin embargo, regresaría a Colombia varios años después, cuando en 1978 fue el entrenador del máximo rival de Santa Fe; Millonarios. Sin embargo, su etapa como entrenador del equipo embajador fue corta, ya que duró unos meses y regresó a su país.

## Luego del fútbol
Luego de acabar su etapa ligada al fútbol, Panzutto empezó a trabajar como dirigente de una empresa que fabricaba tornos y bujes en la ciudad de Buenos Aires. En el año 1995, a la edad de 66 años un coágulo en el pulmón, le causó un ataque respiratoria que lo llevó a la muerte. 

## Clubes
| Club                        | País      | Año       |
| --------------------------- | --------- | --------- |
| San Lorenzo de Almagro      | Argentina | 1948      |
| Club Atlético Los Andes     | Argentina | 1950-1952 |
| Club Atlético Atlanta       | Argentina | 1953-1954 |
| Argentinos Juniors          | Argentina | 1955-1957 |
| Sarmiento de Junín          | Argentina | 1958      |
| Club Independiente Santa Fe | Colombia  | 1959-1963 |

## Palmarés

### Campeonatos nacionales
| Título           | Club               | País      | Año  |
| ---------------- | ------------------ | --------- | ---- |
| Segunda División | Argentinos Juniors | Argentina | 1955 |
| Primera División | Santa Fe           | Colombia  | 1960 |

## Distinciones
| Distinción                                        | Año  |
| ------------------------------------------------- | ---- |
| Máximo goleador de la Copa Libertadores (4 goles) | 1961 |